# VIH / sida en Afrique subsaharienne
 (mai 2013).
L'Afrique est le continent le plus touché par l'épidémie de sida. En 2011, 69 % des cas et 70 % des décès occasionnés par la maladie ont eu lieu dans la région.
| regions                                          | Taux de contamination par adulte (15–49 ans) | Total de malades du sida (0–49) | décès dus au Sida en 2004 |
| ------------------------------------------------ | -------------------------------------------- | ------------------------------- | ------------------------- |
| Afrique sub-saharienne                           | 7,4 %                                        | 25,4 m                          | 2,3 millions              |
| Amérique du Nord                                 | 0,6 %                                        | 1,0 m                           | 16 000                    |
| Europe occidentale                               | 0,3 %                                        | 570 000                         | 16 000                    |
| Comparaisons régionales du SIDA (Source: UNAIDS) |                                              |                                 |                           |

## Épidémiologie

taux d'infection de la population en 1999

34 à 46 millions de personnes dans le monde sont porteurs du virus du sida. Pour la seule année 2003, plus de 3 millions de malades en sont morts. Cette même année, l’Afrique dont la population ne représente que 11 % de la population mondiale, abritait les 2/3 de tous les patients atteints par le VIH du monde.
Aujourd’hui, un Africain sur 12 est porteur du virus et/ou malade (8).
L’impact de la maladie ne se mesure d’ailleurs pas qu’en nombre de morts. Les conséquences sociales sont également majeures. Le SIDA réduit à néant les efforts faits pour permettre l’émancipation des femmes, détruit les maigres avancées en termes d’éducation, modifie la prise en charge sanitaire des populations (en Afrique du Sud, aujourd’hui, 80 % des malades hospitalisés dans les hôpitaux publics sont séropositifs. La malaria recule mais la tuberculose et les maladies liées à la dénutrition progressent à grands pas). La progression démographique de l’Afrique est stoppée. La mortalité périnatale est regrimpée en flèche. L’espérance de vie a chuté à 49 ans dans les pays d’Afrique australe (9) alors qu’elle est de 78 ans dans les pays européens et américains du Nord.
Dans l’ensemble du monde, les personnes âgées entre 20 et 40 ans sont les plus touchées. C’est dire que les forces vives, moteurs économiques des pays africains, sont manquantes. L’impact économique est considérable.
| Pays                                                       | Taux d’infection adultes | Total de malades | Décès en 2003 |
| ---------------------------------------------------------- | ------------------------ | ---------------- | ------------- |
| Ouganda                                                    | 4,1 %                    | 450 000          | 78 000        |
| Kenya                                                      | 6,7 %                    | 1 100 000        | 150 000       |
| Tanzanie                                                   | 8,8 %                    | 1 500 000        | 160 000       |
| Congo                                                      | 4,9 %                    | 80 000           | 9 700         |
| RD Congo                                                   | 4,2 %                    | 1 000 000        | 100 000       |
| Éthiopie                                                   | 4,4 %                    | 1 400 000        | 120 000       |
| Érythrée                                                   | 2,7 %                    | 55 000           | 6 300         |
| Sida en Afrique du Centre et de l'Ouest (source : ONUSIDA) |                          |                  |               |

## Incidence sur les indicateurs économiques et sur la croissance
La croissance économique d’un pays est habituellement corrélée à l’espérance de vie. On considère que 0,5 % de croissance économique est gagné pour chaque 5 ans d’espérance de vie supplémentaire. Avec une espérance de vie à 49 ans, la croissance économique de l’Afrique se trouve gravement hypothéquée. Les dépenses en infrastructures, en personnel et en formation que nécessite le SIDA grèvent considérablement le développement économique de pays déjà bien mal partis. Des marchés du travail peu développés, des taux d’épargne et d’investissement insuffisants, des standards de gouvernance inadaptés et un niveau d’éducation globalement faible sont autant de facteurs qui aggravent l’impact du SIDA sur la région tout entière.
Il est très difficile de chiffrer précisément les conséquences économiques d’une maladie donnée sur le développement d’une région. La commission « Macroeconomics and Health » du Forum économique mondial a tenté de le faire(10) : pour l’ensemble de l’Afrique, le SIDA coûterait entre 11,7 % et 35,1 % du PNB annuel. En fait, ces chiffres sont peut-être légèrement surestimés dans la mesure où la majorité de la population active atteinte est constituée de main-d’œuvre non qualifiée, aisément remplaçable dans les entreprises.
Dans tous les cas de figure, l’incidence économique de l’épidémie de SIDA sur les pays africains est et sera majeure. Les études actuelles sont incapables de chiffrer les conséquences sur l’agriculture, la production industrielle, la sécurité alimentaire et plus encore sur les inévitables conséquences sociales de l’épidémie : destruction des familles et des structures sociales, millions d’orphelins livrés à eux-mêmes (il est prévu 41 millions d’orphelins en Afrique en 2010), réduction à néant des réseaux communautaires. Certains auteurs en concluent que, dans les années à venir, les économies africaines vont « imploser sous l’effet du SIDA » (11).

## Incidences macro-économiques
Trois types d’approches sont possibles pour évaluer les répercussions du SIDA sur les indices macro-économiques :
- l’approche « coût de la maladie » : il s’agit de multiplier le nombre de personnes atteints par le virus par les coûts de traitement et les pertes de recettes. Cette approche conduit généralement à surestimer le coût dans les pays en voie de développement, dans lesquels l’impact réel sur le coût du travail est difficile à estimer compte tenu de la situation de surplus de l’offre de travail ;
- l’approche fonctionnelle qui examine les répercussions de la maladie sur le marché du travail, le travail qualifié et le capital. Le SIDA affecte ces trois paramètres ;
- enfin l’approche empirique qui examine le ralentissement de la progression du PIB dans les pays les plus touchés.

Aucune de ces trois approches ne donne aujourd’hui de vison satisfaisante de l’impact réel de l’épidémie sur les économies des pays africains. Les experts ont donc ici et là multiplié les projections et les estimations. Ainsi :
- l’OMS a publié en 2000 une estimation selon laquelle un pays comptant plus de 20 % de séropositifs dans sa population subit une baisse annuelle de 1 % de son PIB(12) ;
- l’Onusida, l’agence des Nations unies spécialisée dans le SIDA, a, en 2002, estimé pour sa part cette baisse à 2,6 %(13) ;
- la Banque mondiale prévoit que le PIB de l’Afrique du Sud sera, en 2010, de 17 % plus bas que ce qu’il aurait pu être sans le SIDA.
Certains auteurs soulignent que le plus dur reste à faire. Considérant que l’épidémie n’en est qu’à son début dans les pays de l’Afrique australe, ils prévoient un effondrement des économies de ces pays dans les 10 ans qui viennent(11) ;
- au chapitre des prédictions catastrophiques, certains experts de la Banque mondiale craignent que les forts taux de mortalité, les difficultés rencontrées dans la formation et la transmission des savoirs aux plus jeunes ainsi que la désagrégation des structures familiales, ne conduisent au travail des enfants et à l’abandon des politiques d’éducation pour tous(14) ;
- Enfin, de nombreux experts soulignent que les standards de santé publique font maintenant partie des indicateurs pris en compte par les investisseurs internationaux. Les pays africains les plus touchés restent des pays en voie de développement. Une diminution des investissements internationaux aura un effet majeur sur leur croissance(15).

## Incidences micro-économiques
Les entreprises privées sont concernées par les aspects macro-économiques de l’épidémie parce que l’environnement dans lequel elles déploient leurs efforts en est affecté. Cependant, les entreprises ont largement tendance à ne considérer l’impact de l’épidémie que dans la mesure où elle affecte leur capacité d’investissement, de production ou de vente.
Il y a pourtant 5 domaines majeurs directement atteints par l’épidémie et qui concernent les entreprises au premier chef :
- la main-d’œuvre
- la clientèle
- le coût capitalistique
- la réputation de la société et plus généralement son image de marque
- l’environnement du marché dans lequel elle opère.

Le SIDA affecte chacun de ces cinq domaines.

## Impact sur la main-d’œuvre
- Botswana
- Zimbabwe
- Kenya
- Afrique du sud
- Ouganda

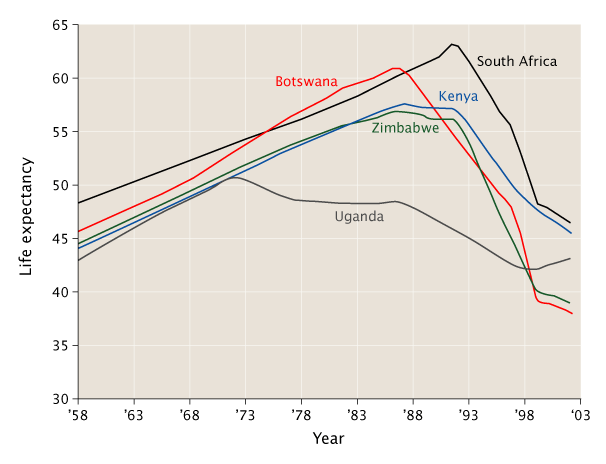
Évolution de l'espérance de vie dans plusieurs pays africains.
Source : Banque mondiale, 2004

En Afrique sub-saharienne, quatre pays verront une diminution de leur main-d’œuvre de plus de 30 % en 2020 par rapport à ce qu’elle aurait été sans l’épidémie. Quatorze pays auront une diminution entre 10 et 30 % tandis que 18 pays verront une diminution de 10 %(16).
En Afrique australe, la main-d’œuvre la plus touchée est celle des ouvriers non ou peu qualifiés. Du point de vue économique, il est vrai que le réservoir de main-d’œuvre non qualifiée semble inépuisable compte tenu des taux importants de chômage. Les coûts induits par le SIDA pour les entreprises sont également moins importants. Cependant, la conjonction de la misère, d’une absence de formation et d’une forte prévalence de séropositivité rend l’avenir du marché de la main-d’œuvre plutôt sombre, peu propice au développement des entreprises comme de leurs marchés.
A contrario, les coûts sont d’autant plus importants que la main-d’œuvre touchée est qualifiée (voir encadré). Comme on le sait, le profil de qualification des personnes les plus touchées évolue avec l’épidémie. Au début, les plus touchés sont ceux qui ont les moyens de voyager et d’entretenir des liaisons sexuelles multiples. Il s’agit des classes économiquement dirigeantes. Au fur et à mesure que l’épidémie progresse, le niveau social et la qualification des malades tendent à se réguler et les pauvres et les moins formés deviennent les plus nombreux pour des raisons démographiques évidentes.
Compte tenu de la plus forte prévalence au sein de la main-d’œuvre non qualifiée, les entreprises, prenant conscience du coût du SIDA sur leur économie, pourraient être tentées de n’employer que des ouvriers dont la séronégativité est prouvée. Cette discrimination est illégale mais dans un marché du travail où le chômage est la règle, des garde-fous institutionnels devront être mis en place, augmentant encore le coût du travail.
L’évolution de l’épidémie, en particulier en Afrique australe, fait craindre que nous n’en soyons qu’à un début. À titre d’exemple, la firme minière Anglo-Gold a estimé que le coût du SIDA en 2002 équivalait à entre 1,1 % et 5,8 % de son coût salarial global. Elle estime qu’en 2009, ce coût sera situé entre 8 % et 17 %(17).

## Autres impacts sur les entreprises
Il est difficile d’évaluer précisément les conséquences de l’épidémie sur la demande économique. La partie la plus atteinte de la population, les jeunes adultes, n’est pas seulement celle qui travaille mais aussi celle qui consomme. On sait que l’épidémie de SIDA diminue le produit intérieur brut d’un pays et donc le revenu par tête d’habitant. Des études sur l’impact du SIDA sur les foyers montrent clairement une réallocation des ressources vers les dépenses de santé et de funérailles, au détriment de l’éducation, du logement, de l’habillement et de la nourriture.
Le coût capitalistique de l’épidémie est largement dépendant de la demande du marché. Dans une vaste étude du forum économique mondial ainsi que dans une étude faite en Afrique du Sud par le Bureau of Economic Research, les entreprises semblent être peu nombreuses à avoir pris conscience des conséquences du SIDA sur leur propre équilibre. Ainsi, l’investissement des entreprises ne semble pas souffrir pour l’instant.
Certaines entreprises sont d’ores et déjà engagées dans la lutte contre le SIDA. Le célèbre Global Business Coalition réunit des poids lourds du commerce occidental. En Afrique, les chambres de commerce et d’industrie ont commencé à réagir et à tenter de fédérer les entreprises autour du SIDA, à l’image du SABCOHA sud-africain.
Il est pratiquement impossible d’évaluer actuellement les retombées en communication d’une implication de la part des compagnies, dans la lutte contre le SIDA. D’un côté, les entreprises citoyennes, immergées dans la problématique de leurs clients, sont certainement plus à même d’être favorablement perçues. D’un autre côté, dans la grande majorité des pays africains, le SIDA fait si peur que les conséquences pourraient bien au contraire être néfastes. Personne ne peut prédire aujourd’hui quel est le résultat de ce dilemme sur la décision d’achat des consommateurs.
Enfin le risque politique existe. La pression sociale accrue du fait de l’inflation de la pauvreté, de la diminution des ressources de l’État, de la désagrégation de la société civile (en particulier de la famille et de l’éducation), la diminution de l’investissement extérieur et la difficulté habituelle qu’ont les gouvernements africains à maintenir une transparence de l’information sont autant de facteurs de déstabilisation des pouvoirs souvent déjà fragiles. Il s’agit là d’un risque supplémentaire pour les entreprises.